# Dřínov (Most)
Dřínov (německy Bartelsdorf) je zaniklá vesnice v okrese Most v Ústeckém kraji. Stávala asi devět kilometrů severozápadně od Mostu. Vesnice byla zbořena v roce 1976 kvůli povrchové těžbě hnědého uhlí v Lomu Československé armády.

## Název
Název vesnice Dřínov vznikl ze jména Dřín ve významu Dřínův dvůr nebo z neurčitého přídavného jména jako dřínový les. Německý tvar Bartelsdorf je odvozen z osobního jména Bartholomaeus, resp. z jeho zdrobněliny Bartel, ve významu Bartošova ves. V historických pramenech se jméno objevuje ve tvarech: Pertelsdorff (1514, 1518), drzeynow (1542), pertlstorff (1549), Pertlsdorff a Držinowa (1586), „ve vsi Pertlstorffu jinak Dřinowie“ (1586), Bettelstorf (1687), Bartlsdorf nebo Bettelsdorf (1787), Barthelsdorf (1846) a Dřínov nebo Bartelsdorf (1854).

## Historie

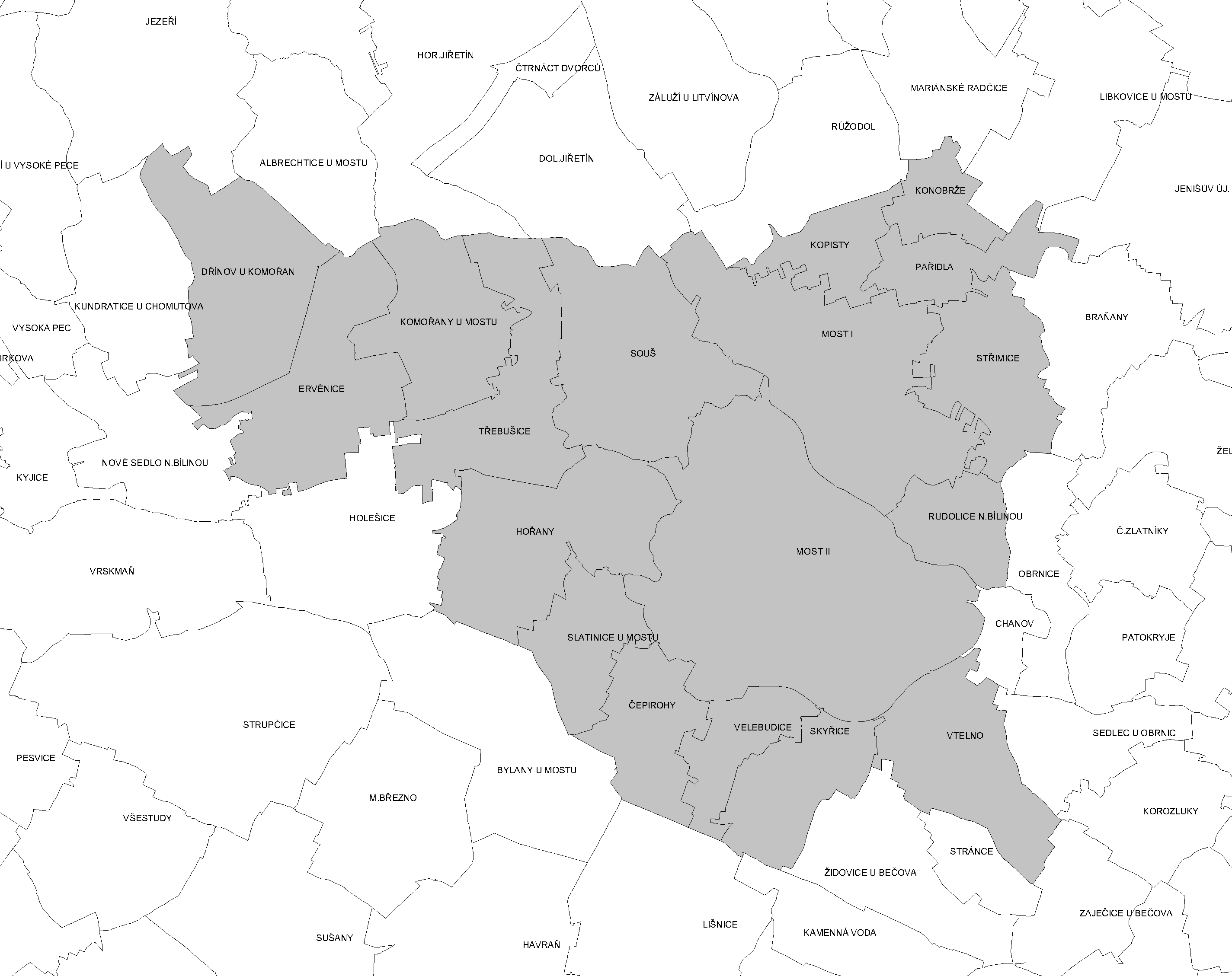
Katastrální území Mostu

První písemná zmínka o Dřínovu pochází z roku 1514. O dva roky později vesnice patřila k ervěnickému panství, které bylo v držení rodu Smolíků ze Slavic. Od Fridricha a Jiřího Smolíků ji spolu s Ervěnicemi koupil Lorenc Glac ze Starého Dvora a od něj roku 1554 Kryštof z Karlovic. V roce 1571 se majitelem Ervěnic, a nejspíše i Dřínova, stal Bohuslav starší z Michalovic a roku 1586 se o vesnici dělili dva členové jeho rodu. Diviš z Michalovic v roce 1589 oba díly spojil a roku 1612 od něj zadlužený statek Ervěnice s Dřínovem a dalším majetkem koupil Bohuslav mladší z Michalovic. Tomu však byl majetek zkonfiskován za účast ve stavovském povstání. V roce 1622 ves koupil Vilém mladší Popel z Lobkovic a začlenil ji do svého panství Nové Sedlo – Jezeří, jehož součástí Dřínov zůstal až do zrušení poddanství.
Po třicetileté válce ve vsi podle berní ruly žilo dvanáct sedláků, deset chalupníků a jeden poddaný bez pozemkového majetku. Jeden selský statek a pět chalup bylo pustých. Sedláci měli devatenáct potahů a chovali patnáct krav, 29 jalovic, šest prasat a třináct koz. Chalupníkům patřily dohromady dva potahy, osm krav, dvanáct jalovic, dvě prasata a dvanáct koz. Na polích se pěstovalo žito a významným zdrojem příjmů byl obchod se dřevem z vrchnostenských lesů.
Děti z vesnice do roku 1888 docházely do ervěnické školy, ale poté byla otevřena zprvu jednotřídní škola rozšířená v roce 1896 o druhou třídu. Obyvatelé se živili zejména pěstováním žita a brambor. Konec 19. století znamenal pro Dřínov změnu. Bratři Theodor, Arwed a Martin Grohmannové (majitelé barvíren a přádelen na Teplicku) se stali majiteli rozsáhlých dolových měr a v roce 1893 se zde začalo s těžbou hnědého uhlí v nově otevřeném dole Elly. Důl byl později přejmenován na Důl Karel, poté Grohmann, od roku 1945 na Grohmannovy uhelné doly a v roce 1946 na Důl Maršál Koněv). Těžilo se v něm nízkopopelnaté hnědé uhlí výborné kvality. V roce 1904 zaměstnával 470 pracovníků, za první republiky 750–800 horníků. Jeho součástí bývala elektrárna, k jejíž rozvodné síti byly kromě Dřínova napojeny také Kundratice. Poslední vůz uhlí opustil těžní jámu 30. června 1977.
Za druhé světové války byly v Dřínově při leteckém bombardování 24. srpna 1944 zničeny tři domy a dalších 36 domů poškozeno. Při osvobozování Rudou armádou došlo 8. května 1945 u vsi k přestřelce, při které zemřelo šest německých dělostřelců. V dalších letech byla kvůli rozšiřování povrchového Lomu Československé armády zrušena vodní nádrž Dřínov. Železniční trať z Chomutova do Mostu a další inženýrské sítě včetně toku řeky Bíliny byly přeloženy na Ervěnický koridor. Samotná vesnice zanikla k 1. červenci 1976.

## Přírodní poměry
Dřínov býval vesnicí ulicového typu a stával v katastrálním území Dřínov u Komořan s rozlohou 6,06 km² (původní výměra bývala 4,88 km²), asi devět kilometrů severozápadně od Mostu v nadmořské výšce okolo 232 metrů. Oblast je součástí Mostecké pánve, konkrétně leží na rozhraní okrsků Jirkovská pánev a Komořanská kotlina. Povrch byl v okolí vesnice zcela změněn těžbou uhlí a výstavbou Ervěnického koridoru. Severní cíp území zasahuje do Krušných hor a jejich okrsku Rudolická hornatina.
V rámci Quittovy klasifikace podnebí převážná část katastrálního území leží v teplé oblasti T2, pro kterou jsou typické průměrné teploty −2 až −3 °C v lednu a 18–19 °C v červenci. Roční úhrn srážek dosahuje 550–700 milimetrů, počet letních dnů je 50–60, počet mrazových dnů se pohybuje mezi 100–110 a sněhová pokrývka zde leží průměrně 40–50 dnů v roce. Severní část území na úpatí Krušných hor spadá do chladnější a vlhčí mírně teplé oblasti MT9.

## Obyvatelstvo
Při sčítání lidu v roce 1921 zde žilo 1580 obyvatel (z toho 824 mužů), z nichž bylo 318 Čechoslováků, 1235 Němců a 37 cizinců. Kromě šedesáti evangelíků, jednoho příslušníka ostatních církví a 187 lidí bez vyznání patřili k římskokatolické církvi. Podle sčítání lidu z roku 1930 měl Dřínov 1811 obyvatel: 324 Čechoslováků, 1449 Němců, jednoho příslušníka jiné národnosti a 37 cizinců. Většinou byli římskými katolíky, ale 73 z nich patřilo k evangelickým církvím, osm k církvi československé, jeden byl žid a 315 bez vyznání.
|           | 1869 | 1880 | 1890 | 1900 | 1910  | 1921  | 1930  | 1950  | 1961  | 1970 |
| --------- | ---- | ---- | ---- | ---- | ----- | ----- | ----- | ----- | ----- | ---- |
| Obyvatelé | 193  | 239  | 258  | 994  | 1 387 | 1 580 | 1 811 | 1 293 | 1 145 | 956  |
| Domy      | 33   | 37   | 43   | 90   | 122   | 137   | 170   | 199   | 182   | 181  |

## Obecní správa a politika
Po zrušení patrimoniální správy se Dřínov stal osadou obce Nové Sedlo, ale při sčítání lidu v letech 1880–1950 byl obcí v okrese Chomutov. V roce 1960 byla obec převedena do okresu Most. Úředně zanikla 1. července 1976. Katastrální území bylo připojeno nejprve k obci Komořany, po jejím zániku pak k 1. lednu 1988 i s jejím územím k městu Most.[zdroj⁠?!]
Dne 22. května 1938 se konaly volby do obecních zastupitelstev. Z rozdělených 1121 hlasů v Dřínově získaly 608 hlasů Sudetoněmecká strana, 97 hlasů Německá sociální demokracie, 261 hlasů Komunistická strana Československa a 155 hlasů jiné české strany.

## Pamětihodnosti
- barokní kaple svatého Jana Nepomuckého z roku 1712 s renesanční kazatelnou a sochami svatého Felixe a svatého Oldřicha[16]
- pseudogotická kaple svaté Anny z roku 1894[17]
- Vodní nádrž Dřínov (tzv. Dřínovské jezero) vybudovaná roku 1955, zrušená v roce 1981, objem nádrže 9,387 miliónů m³, největší zrušená vodní nádrž na území Česka.[18]